# Real Sociedad Hockey Femenino
La Real Sociedad Hockey Femenino es el equipo de hockey sobre hierba femenino de la Real Sociedad de Fútbol, de San Sebastián, España.
Tiene tres equipos, uno en División de Honor Femenina de Hockey Hierba, otro en Primera División y otro en Segunda División.

## Historia
El primer equipo femenino data del año 1932, creado por María Abrisqueta, quien acudió a Barcelona al campo del RC Polo y compra un palo y a su vuelta formó junto con sus amigas el primer equipo por pura diversión. Cuatro años más tarde jugaban ya con el nombre de la Real Sociedad, bajo la dirección de Sebastián Silveti. Al no existir competición oficial, se limitaban a encuentros amistosos, contra equipos vizcaínos como el Real Club Jolaseta e incluso participaban en encuentros internacionales. Uno de los primeros fue el jugado en Burdeos contra “La Vie au Grand Air du Medoc”, repitiéndose el encuentro en Irún. Aunque se entrenaban en Atocha, estas precursoras del hockey jugaban habitualmente en el campo de Jolastokieta, en Alza.
Fue a partir del año 1970 cuando en esta 2ª fase el equipo femenino de la Real Sociedad comienza su marcha ascendente y obtiene todos los títulos, manteniéndose hasta hoy en día entre los equipos favoritos. El primer título de Campeón en Hockey Hierba lo obtuvo en Santander en la Fase Final del Campeonato de España, en la temporada 1980-81.

## Uniforme
Uniforme titular:
Desde su fundación, la Real Sociedad siempre ha vestido el mismo uniforme: camisa con franjas alternativas azules y blancas (de ahí que le llamen equipo "txuri-urdin" (en euskera, "blanquiazul") y pantalón blanco; las medias han ido variando según el año, o blancas y azules, o totalmente azules.
Patrocinadores:
S21sec
Firma deportiva:
Adidas

## Jugadores y cuerpo técnico

### Altas y bajas 2015/16
| Altas              |           |                                 |
| Jugador            | Posición  | Procedencia                     |
| Chiara Tiddi       | Defensa   | Hockey Club Roma                |
| Lucía Ybarra       | Delantera | Royal Herakles                  |
| Stephanie Frenz    | Medio     | Münchner SC (1/2 temporada)     |
| Jenny Siemer       | Defensa   | Uhlenhorster HC (1 temporada)   |
| Elisabetta Pacella | Delantera | Libertas San Saba (1 temporada) |

| Bajas          |           |                     |
| Jugador        | Posición  | Destino             |
| Poli Guajardo  | Delantera | - Retirada -        |
| Nerea Unceta   | Delantera | - Retirada -        |
| Itsaso Sanchez | Defensa   | Club Hockey Pozuelo |

### Altas y bajas 2014/15
| Altas         |           |                                      |
| Jugador       | Posición  | Procedencia                          |
| Paulina Forte | Medio     | Peel Rebels (1 temporada)            |
| Emma Nolthing | Delantera | Eintracht Braunschweig (1 temporada) |
| Yuri Nagai    | Delantera | Sony HC Bravia (1 temporada)         |

| Bajas         |           |                  |
| Jugador       | Posición  | Destino          |
| Lucía Ybarra  | Delantera | Royal Herakles   |
| María Gómez   | Delantera | RC Polo          |
| Chiara Tiddi  | Defensa   | Hockey Club Roma |
| Anabel Flores | Medio     | - Retirada -     |

## Datos del club

### Años en Liga
- Temporadas en Primera: 15 (desde 70-71 hasta 84-85)
- Temporadas en División de Honor: 30 (desde 85-86 hasta la actualidad, exceptuando la temporada 87-88)

### Palmarés
- En División de Honor: 9 (1981, 1986, 1993, 1994, 1997, 1998, 1999, 2013, 2018) + 12 años subcampeonas
- Copa de la Reina: 3 (1987, 1994, 2002) + 6 años subcampeonas[3]

### Categorías inferiores
- Real Sociedad B: Actualmente juega en Primera División, tras ascender en 2014.
- Real Sociedad C: Actualmente juega en Segunda División.

Ambos equipos son entrenados por Jon Camio.

### Otros equipos femeninos de la Real Sociedad
- 1ª División (fútbol)
- 1ª División (hockey)
- 2ª División (hockey)